# Valencia (Venezuela)
Valencia város Venezuela területén, Caracastól közúton kb. 160 km-re nyugatra, Carabobo szövetségi állam székhelye. A város lakossága 1,6 millió, az agglomerációval együtt 2,3 millió fő volt 2013-ban.
Az ország 3. legnagyobb városa. Venezuela Detroit-jának is nevezik. Üzemeiben gépjárművet (General Motors, Ford, Chrysler), gyógyszert, gumit, papírt, élelmiszert, takarmányt, üvegárut állítanak elő. Jelentős még a textil- és petrolkémiai ipara.
Kulturális központ számos felsőoktatási intézménnyel. 

## Fordítás
Ez a szócikk részben vagy egészben  a   Valencia (Venezuela) című spanyol Wikipédia-szócikk fordításán alapul.  Az eredeti cikk szerkesztőit annak laptörténete sorolja fel. Ez a jelzés csupán a megfogalmazás eredetét és a szerzői jogokat jelzi, nem szolgál a cikkben szereplő információk forrásmegjelöléseként.